# Gregorio I di Gerusalemme
Gregorio (... – Gerusalemme, 1291 circa) è stato un arcivescovo ortodosso bizantino, patriarca di Gerusalemme nella seconda metà del XIII secolo.

## Biografia
Non è nota la data di elezione patriarcale di Gregorio I. Era già patriarca quando, nel 1273, aderì alle iniziative anti-unioniste messe in atto da Eulogia contro la politica religiosa del fratello, l'imperatore Michele VIII Paleologo, che mirava invece all'unione della Chiesa ortodossa bizantina con quella cattolica di Roma, sancita nel concilio di Lione nel 1274.
Il patriarca Gregorio si mostrò un convinto oppositore di questa unione e della dottrina cattolica del Filioque. Fu proprio su questo argomento, contro le teorie sostenute da Ioánnis Vékkos, patriarca di Costantinopoli, che incaricò Georgios Moschabar, cartofilace e teologo bizantino, di scrivere un'opera polemica in funzione anti-latina. L'opera, che fa menzione esplicita del patriarca Gregorio, è datata agosto 1281.
Infine, un inno liturgico della fine del XIII secolo fa memoria di tutti i patriarchi di Gerusalemme fino a Gregorio, che è l'ultimo patriarca ricordato in questo testo. Dal contenuto dell'inno e dalle parole utilizzate per celebrarne la memoria sembra che il patriarca fosse già morto quando cadde l'ultimo bastione crociato in Terra Santa, San Giovanni d'Acri, tra aprile e maggio 1291. In effetti, il successore di Gregorio, Sofronio, è documentato per la prima volta l'8 aprile 1291.